# تام بایرم
تام بایرم (انگلیسی: Tom Byrom; ۱۷ مارس ۱۹۲۰ – نوامبر ۱۹۹۷ (aged 77)) بازیکن فوتبال بود.
از باشگاه‌هایی که در آن بازی کرده‌است می‌توان به باشگاه فوتبال ترانمره راورز اشاره کرد.